# 大卡拉申
50°21′35″N 29°38′49″E / 50.35972°N 29.64694°E
大卡拉申（烏克蘭語：Великий Карашин）是位於烏克蘭北部的村莊，由基辅州布恰区的馬卡里夫市鎮負責管轄。該村始建於1528年，面積0.45平方公里，海拔高度157米，2001年該村落人口861。